# Mario Fiorillo
Mario Fiorillo (né le 16 décembre 1962 à Naples) est un joueur de water-polo italien.

## Biographie
Mario Fiorillo remporte le titre olympique aux Jeux de Barcelone en 1992, en tant que capitaine de l'équipe italienne.

## Hommage
Le 7 mai 2015, en présence du président du Comité national olympique italien (CONI), Giovanni Malagò, a été inauguré  le Walk of Fame du sport italien dans le parc olympique du Foro Italico de Rome, le long de Viale delle Olimpiadi. 100 tuiles rapportent chronologiquement les noms des athlètes les plus représentatifs de l'histoire du sport italien. Sur chaque tuile figure le nom du sportif, le sport dans lequel il s'est distingué et le symbole du CONI. L'une de ces tuiles lui est dédiée .